# Valpovo
Valpovo je grad u Hrvatskoj koji administrativno pripada Osječko-baranjskoj županiji.

## Gradska naselja
Na području grada Valpova nalazi se 8 naselja (stanje 2006.), to su: Harkanovci, Ivanovci, Ladimirevci, Marjančaci, Nard, Šag, Valpovo i Zelčin.

## Zemljopis
Kroz Valpovo protječe rijeka Karašica koja izvire kod Našica, a ulijeva se u Dravu kod Josipovca. Zapadno nedaleko od Valpova protječe rijeka Vučica, a sjeveroistočno rijeka Drava.

## Povijest
Prvi poznati pisani izvor Valpova potječe iz 1332. godine, a valpovačku tvrđavu pod imenom "castrum i oppidum Walpo" povijesni izvori prvi put spominju 1438. godine. Danas su sačuvani dijelovi te srednjovjekovne utvrde uklopljeni u kompleks dvorca Prandau-Normann.
U doba turske okupacije (1543. – 1687.) Valpovo je bilo sjedište kadiluka u sastavu Požeškog sandžaka. Imalo je tri mahale, 200 daskom prekrivenih kuća, pet džamija, medresu (vjersku školu), kupališta, gostionice i mnoštvo vrtova. Grad je bio zaštićen potopljenim šančevima.

## Administracija i politika
Valpovo je administrativno središte grada i njegovih prigradskih naselja, ali i upravno, sudsko, gospodarsko, školsko i kulturno središte šire regije koja se naziva Valpovština. U sastavu Valpova nalazi se sedam prigradskih naselja: Nard, Šag, Ladimirevci, Marjančaci, Ivanovci, Zelčin i Harkanovci. Valpovština u užem smislu obuhvaća prostor bivše općine Valpovo, tj. današnjih općina Valpovo, Belišće, Petrijevci i Bizovac. Valpovština u širem smislu obuhvaća prostor nekadašnjeg Valpovačkog vlastelinstva: to je prostor koji se prostire između sjevernih osječkih prigradskih naselja, našičkog kraja, pa sve do miholjačkog kraja i mađarske granice.
Gradonačelnik Grada Valpova je Matko Šutalo iz VNL.

### Mjesni odbori
Na području Grada Valpova do 2023. godine djelovalo je osam mjesnih odbora i to: Mjesni odbor Valpovo, Mjesni odbor Ladimirevci, Mjesni odbor Nard, Mjesni odbor Šag, Mjesni odbor Marjančaci, Mjesni odbor Ivanovci, Mjesni odbor Zelčin, Mjesni odbor Harkanovci.
Mjesni odbori ukinuti su promjenom statuta grada u prosincu 2022. godine većinom glasova uslijed javne rasprave. Kao obrazloženje za njihovo ukidanje navela se višegodišnja nefunkcionalnost odbora s obzirom na dužnosti propisane statutom. Među ostalim, problem je stvarao manjak interesa za kandidiranje, alternativni načini rješavanja problema (specifično putem gradskih vijećnika), ali i činjenica da odbori nisu donosili programe rada koje su dužni, zbog čega je i trošak izbora bio pre velik s obzirom da »mjesna samouprava na području Grada Valpova ne ispunjava svoju ulogu u društvenoj zajednici«.

## Stanovništvo
| broj stanovnika | 6805  | 7390  | 7126  | 8154  | 8888  | 9159  | 8900  | 9033  | 8920  | 9483  | 10515 | 11509 | 12107 | 12607 | 12327 | 11563 | 9784  |
|                 | 1857. | 1869. | 1880. | 1890. | 1900. | 1910. | 1921. | 1931. | 1948. | 1953. | 1961. | 1971. | 1981. | 1991. | 2001. | 2011. | 2021. |

| broj stanovnika | 2753  | 3191  | 3173  | 3759  | 4129  | 4134  | 3925  | 3655  | 3873  | 4213  | 5174  | 6630  | 7611  | 8205  | 7904  | 7406  | 6332  |
|                 | 1857. | 1869. | 1880. | 1890. | 1900. | 1910. | 1921. | 1931. | 1948. | 1953. | 1961. | 1971. | 1981. | 1991. | 2001. | 2011. | 2021. |

## Šport
- Nogometni klub Valpovka Valpovo - osnovan je 1926. godine pod imenom Jovalija.
- Gimnastičko društvo "Hrvatski sokol" Valpovo
- Teniski centar Valpovo - osnovan je 2004. godine. Sastoji se od 5 teniskih zemljanih terena (pod rasvjetom) i pratećih objekata.
- Odbojkaški klub "Valpovka" Valpovo (1. b liga.)
- Rukometni klub "Valpovka" Valpovo.
- Košarkaški klub Valpovo
- Karate klub Valpovo

Od 1998. održava se šahovski turnir za žene Čarobni prsten.

## Kultura
- Puhački orkestar DVD-a Valpovo
- HPD Matija Petar Katančić
- Hrvatsko kulturno-umjetničko društvo "Valpovo 1905" Valpovo
- Matica hrvatska - Ogranak Valpovo

Najstariji podaci o postojanju povjerenika MH za Valpovo sežu u 1877. godinu, kada su zabilježena svega 2 člana, no 1899. godine već ih je 49. Valpovački Ogranak Matice hrvatske osnovan je 1971. godine na veličanstvenom skupu u dvorištu dvorca Prandau-Normann. Bilo je to vrijeme Hrvatskog proljeća, pa je rad valpovačkog Ogranka nasilno prekinut od strane tadašnjih komunističkih vlasti već u siječnju 1972. godine. Uslijedile su policijske obrade, saslušanja i premetačine kuća i stanova članstva. Rad Ogranka obnovljen je 1991. godine, a od 1996. godine valpovački Ogranak svake godine redovito uređuje i tiska Valpovački godišnjak (urednik je Stjepan Najman), koji je postao jedan od glavnih projekata ovog Ogranka, te se rad na njemu nastavlja i dalje.
Jedan od glavnih čimbenika kulturnog života Valpova i bliže okolice je HKUD “Valpovo 1905″. Ova kulturno-umjetnička udruga okuplja oko 150 članova raspoređenih prema osobnim sklonostima u različite sekcije iz područja umjetničkog amaterizma. Tako u sastavu društva djeluju: folklorna sekcija, tamburaški orkestar s vokalnim solistima, sekcija stvaratelja poezije “Poeta” te dječji plesni i glazbeni sastavi.
- HKUD “Valpovo 1905″ je jedna od najstarijih sličnih udruga u Slavoniji, osnovana daleke 1905. godine od kada djeluje kontinuirano do danas.

Folklorna sekcija i tamburaški orkestar s vokalnim solistima njeguju izvornu narodnu pjesmu i ples, a kao osnovni zadatak imaju očuvanje tradicijskih umjetničkih vrijednosti našeg naroda. U programu ovih sekcija trenutno se nalazi 20 koreografiranih spletova narodnih plesova i plesnih običaja iz svih krajeva naše domovine te impozantni broj narodnih pjesama i instrumentalnih skladbi.
Društvo godišnje izvede oko 35 javnih nastupa širom Hrvatske, a folklorni ansambl s tamburaškim orkestrom gostovao je i u inozemstvu (Mađarska, Njemačka, Slovenija, Austrija, Italija, Rumunjska, Nizozemska, Srbija, Crna Gora, Poljska, Makedonija, Bosna i Hercegovina, Turska, Albanija). Za svoj rad i dostignuća na očuvanju folklorne baštine našeg naroda vrijedni valpovački amateri dobili su niz društvenih priznanja, kao i brojne pohvale folklornih stručnjaka. Spomenut ćemo samo neka: Povelja Kulturno-prosvjetnog sabora Hrvatske, Plaketa Mjesne zajednice Valpovo, Dvije Nagrade oslobođenja Valpovštine, Plaketa Matije Petra Katančića,  Nagrada Osječko-baranjske županije, te brojne nagrade i priznanja na folklornim festivalima.
- Zajednica tehničke kulture - Dom tehnike Valpovo

OBJEKT - DOM TEHNIKE VALPOVO 
Objekt je vlasništvo Županije osječko-baranjske. ZTK Valpovo raspolaže objektom u kome se nalazi oprema za provođenje programa, te organizira rad od zajedničkog interesa za sve članice ZTKV, te stanovništvo Gradova Valpova i Belišća, te pripadajućih prigradskih naselja. 
CENTAR TEHNIČKE KULTURE MLADIH 
Zadatak centra je okupljanje djece i mladeži koja pokažu izražene osobitosti i sposobnosti u određenoj grani tehnike i zainteresirani su za aktivnosti u našim radionicama. 
Cilj je izlučivanjem za pojedine grane tehnike, discipline ili radom na samo jednom projektu, ostvariti bitan utjecaj na osobnosti i sposobnosti učenika, te potencirati njegov razvoj. 
UDRUGE TEHNIČKE KULTURE 
U 16 udruga učlanjeno je preko tisuću građana s područja gradova Valpova i Belišća, te prigradskih naselja, s tendencijom povećanja broja članova napose u udrugama koje svojim aktivnostima privlače mlade. 
Sve udruge, kao članice, učlanjene su u “krovnu” organizaciju ZTK Valpovo. Članice djeluju i provode svoje aktivnosti i programe autonomno, a u duhu i po sadržaju prema temeljnim principa rada i funkcioniranja tehničke kulture. 
INFORMATIČKA ŠKOLA “PAGE” VALPOVO 
Ustanova za informatičko osposobljavanje odraslih. Djeluje već dvanaest godina pri ZTKV, a od 2002. registrirana je kao ustanova. 
2004. Page postaje podružnica ECDL centra pri HZTK – Zagreb.
- Stare fotografije

Zajednica tehničke kulture i Fotoklub Valpovo treću godinu provode akciju sakupljanja i skeniranja starih fotografija s područja Valpovštine koje u Dom tehnike donesu građani Valpova, Belišća i prigradskih naselja. 

Zajednica tehničke kulture i Fotoklub Valpovo treću godinu provode akciju sakupljanja i skeniranja starih fotografija s podrućja Valpovštine koje u Dom tehnike donesu građani Valpova, Belišća i prigradskih naselja.

## Obrazovanje

### Dječji vrtići
- Dječji vrtić "Maza"
- Dječji vrtić "Moj Bambi"

### Osnovne škole
- OŠ Matije Petra Katančića, Valpovo
- OŠ Ladimirevci, Ladimirevci
- OŠ IVANOVCI, Ivanovci

### Srednje škole
- Srednja škola Valpovo (obuhvaća desetak različitih programa: gimnazije, ekonomske, elektrotehničke, obrtničke...)

### Ustanova za obrazovanje odraslih
- Informatička škola PAGE Valpovo (obuhvaća osnovni tečaj za rad na računalu - upis u radnu knjižicu, te naprednije informatičke programe: grafika, održavanje računala, programiranje...)

## Znamenitosti
- Kompleks dvorca Prandau-Normann

Jedna od najvažnijih valpovačkih kulturno-povijesnih znamenitosti je srednjovjekovno-barokni kompleks dvorca Prandau-Normann koji se nalazi u središtu ovoga slavonskog gradića. Čine ga srednjovjekovna cilindrična kula, pročelna barokno-klasicistička palača, bočna dvorišna krila, kasnogotička barokizirana dvorska kapela Sv. Trojstva i prostrano unutrašnje dvorište. Kompleks valpovačkog dvorca ima izrazitu povijesno-arhitektonsku vrijednost zbog svoje stilske slojevitosti i jedinstvenog spoja srednjovjekovne utvrde i baroknog dvorca. Oko dvorca sačuvan je, danas isušen i djelomično zatrpan, srednjovjekovni obrambeni opkop koji je nekoć štitio Wasserburg Walpo od naprijateljskih napada.
- Pogled na dvorac Prandau-Normann iz zraka
- Glavno pročelje dvorca Prandau-Normann
- Srednjovjekovna kula dvorca Prandau-Normann
- Nekadašnja zgrada Prandauovog kazališta

- Sakralna baština

Tu je i barokna župna crkva Bezgrešnog začeća BDM iz prve polovice 18. stoljeća s vrijednim barokno-klasicističkim inventarom. U gradu postoje i kapela Sv. Roka (1796.), te kapela Uzvišenja sv. Križa (1880.) s kalvarijom na gradskom groblju. Uz raskrižja i ceste valpovačkih ulica nalaze se i brojni spomenici tzv. male sakralne arhitekture: Kip sv. Ivana Nepomuka (1725.), kip Bogorodice na Trgu (1900.), kip sv. Florijana (1896.), kapelica Gospe Lurdske (19. st.), kapelica-poklonac sv. Obitelji (1927.), nekoliko fasadnih kapelica-niša, kao i brojna javna raspela.
- Povijesne orgulje

Valpovo je i grad povijesnih orgulja. U njegovim se crkvama nalaze dva takva vrijedna povijesna glazbala, jedno kasnobarokno-klasicističko i jedno romantičarskih stilskih karakteristika. To su orgulje Caspara Fischera iz 1805. godine u baroknoj župnoj crkvi Bezgrešnog začeća BDM i orgulje Josefa Angstera iz 1876. godine u dvorskoj kapeli Sv. Trojstva u sklopu dvorca Prandau-Normann. Oboje su orgulje audiovizualni ures valpovačkih sakralnih objekata i spomenici kulture visoke vrijednosti.
- Interijer župne crkve Bezgrešnoga začeća BDM - pogled prema oltaru
- Interijer župne crkve Bezgrešnoga začeća BDM - pogled prema orguljama

- Šljiva Valpovka i Valpovačka rakija

Jedna od pomalo zaboravljenih znamenitosti Valpova i Valpovštine je i šljiva Valpovka te poznata Valpovačka rakija koja se od nje dobiva. U novije vrijeme nastoji ju se više promovirati, pribaviti certifikat o autohtonosti sorte i zaštititi ime poznate Valpovačke rakije.
- Ugostiteljska tradicija

Valpovo je od prve polovice 19., pa sve do II. svjetskog rata bilo poznato i po ljekovitim Valpovačkim toplicama, koje su bile ne samo lječilište, nego i stjecište kulturnog života toga doba. Toplice su također bile omiljeno izletište građana grada Osijeka. Stari vlastelinski gostinjac (1807.), hotel Fortuna u središtu Valpova, nudio je prenoćište i hranu gostima Toplica, a u njemu su organizirane i brojne društvene zabave.
- Smotra amaterskog kulturnog stvaralaštva - Ljeto valpovačko

Kulturna manifestacija (osnovana 1968.), koja se održava posljednjeg tjedna u lipnju, jedna je od najstarijih u Hrvatskoj. Glavni dio programa je smotra folklora koja se održava od početka. Unazad nekoliko godina uvedena je i dječja smotra.
- Muzej Valpovštine

Muzej Valpovštine osnovan je 1956. godine u dvorcu Prandau-Normann.

## Udruge
- Odred izviđača "Iovallios" Valpovo (www.iovallios.hr)
- Astronomsko društvo Anonymus Valpovo (anonymus.hr)
- Konjički klub "Dorat"

## Poznate osobe
- Matija Petar Katančić, hrv. književnik, latinist i sveučilišni profesor
- Đuro Salaj, hrv. revolucionar i borac za radnička prava
- Miljenko Ognjenović, hrv. glumac
- Tomislav Petrović, hrv. nogometni sudac
- Zdravko Alšić, hrv. nogometni sudac
- Darko Slivar, hrv. nogometni sudac
- Mirko Puk, hrvatski ustaški političar, pravnik i ministar NDH

## Galerija
- Zgrada stare gradske vijećnice na Korzu
- Perivoj dvorca Prandau-Normann
- Centar Valpova
- Pogled iz zraka na dvorac Prandau Normann
- Spomenik Matiji Petru Katančiću u perivoju dvorca

## Vanjske poveznice
- Stranice grada Valpova
- Stranice HKUD-a Valpovo 1905.
- Stranice župe Valpovo  Arhivirana inačica izvorne stranice od 1. veljače 2014. (Wayback Machine)
- Mjesni odbor Valpovo[neaktivna poveznica]
- Matica hrvatska Valpovo  Arhivirana inačica izvorne stranice od 28. prosinca 2005. (Wayback Machine)
- Zajednica tehničke kulture Valpovo  Arhivirana inačica izvorne stranice od 15. travnja 2008. (Wayback Machine)

|  | Portal Hrvatske: pristup člancima s tematikom o Hrvatskoj |